# HNK Rijeka
El HNK Rijeka (en español: Club de Fútbol Croata Rijeka) es un club de fútbol croata de la ciudad de Rijeka. Los colores tradicionales del club son el blanco y el azul, con los que viste su primera y segunda equipación, respectivamente. El Rijeka disputa sus partidos como local en el Stadion Rujevica y juega en la Prva HNL, la primera división croata.
El club fue fundado en 1906 como CS Olimpia. Después de muchos cambios de nombre forzados primero por el régimen fascista y luego por el régimen comunista, el club recibe su nombre definitivo en 1954, y desde entonces se conoce como NK Rijeka y alcanza los mayores éxitos en la historia del club. El Rijeka cuenta en su palmarés con dos ligas croatas, dos Copas de Yugoslavia, seis Copas de Croacia, tras la independencia del país, y una Copa de los Balcanes. El club mantiene una gran rivalidad con el Hajduk Split, con quien disputa el Derbi del Adriático.

## Historia
El fue fundado a mediados de abril de 1904 como Club Sportivo Olimpia, por los hermanos Mitrovich, Carlo Colussi, Antonio Marchich, Aristodemo Susmel y Agesilao Satti, cuando la ciudad de Rijeka formaba parte del Imperio austrohúngaro como Corpus Separatum de la Corona húngara. El club fue fundado como un club de tenis, fútbol, natación, ciclismo y atletismo. Las primeras actividades de la sección de fútbol encontradas por los historiadores en las noticias se llevaron a cabo el 25 de noviembre de 1906. Esta fecha se considera actualmente el inicio oficial de HNK Rijeka. A diferencia de muchos otros clubes de la ciudad y sus alrededores, desde el principio ha sido multicultural porque los representantes de los principales grupos étnicos de Rijeka juegan y trabajan codo a codo: italianos, croatas, húngaros y alemanes. Los colores del club fueron blanco y negro inicialmente, pero el club pronto se decidió por el blanco como color principal. El clube pasó a llamarse Olympia el 9 de enero de 1918 y durante los primeros años ganó varios campeonatos de la ciudad de Rijeka y de Venecia Julia.
El 2 de septiembre de 1926, tras las reformas de Mussolini de la FIGC y el golpe de Estado de 1924 por parte de los fascistas que llevaron a la anexión del Estado libre de Fiume a la Italia fascista, el Olympia se ve obligado a fusionarse con el Gloria y cambiar nombre en U.S. Fiumana. Dos años después, la Fiumana se clasificó en la Serie A italiana, y algunos de los clubes italianos más importantes como la Ambrosiana (hoy Inter), Juventus y Napoli jugaron en el estadio Cantrida. A pesar de un desempeño no tan malo en la Serie A, el club no estaba en posición de competir financieramente con los clubes más grandes de Italia y pasó la mayor parte de los años 30 y 40 entre el segundo y tercer nivel de las competiciones italianas. En la inauguración de su estadio renovad en 1935, Fiumana recibió al AS Roma, y en junio de 1941, fue el campeón de la recién creada Serie C italiana. La última temporada de la Serie C antes de la caída de la Italia fascista en 1943 vio la Fiumana tercera. Los campeonatos en esta parte de Europa estarán en pausa hasta 1946, pero vale la pena mencionar un último juego honorífico entre las viejas leyendas de Olympia y Gloria celebrado el 15 de junio de 1944, y jugado mientras aviones aliados bombardeaban los alrededores de la ciudad.
Después de que la ciudad de Rijeka pasase de Italia a Yugoslavia tras la Segunda Guerra Mundial el equipo juega unos meses bajo el nombre de R. Fiumana hasta el 1946. En 1946, el municipio, propietario de la US Fiumana, decidió establecer oficialmente una nueva marca más proletaria para el club, de modo que Fiumana se convirtió en la asociación deportiva bilingüe Società Cultura Fisica Quarnero - Sportsko Društvo Kvarner. En septiembre de 1946, el club participó como invitado externo en la primera edición de la Liga Yugoslava de Fútbol, después de haber disputado un play-off con la USO de Pula para elegir el representante externo de Veneto Julian en el campeonato. Pero al final de la temporada, se retiró de la liga debido a una decisión política de favorecer y empujar a la Ponziana de Trieste, quien terminó la temporada por debajo de Quarnero.
Durante su primer período en Yugoslavia el club tuvo un éxito moderado en varios campeonatos locales y yugoslavos. En 1954, en medio de las tensiones internacionales en torno a la crisis de Trieste y la repentina abolición del bilingüismo en la ciudad por parte de las autoridades comunistas y el deseo de crear una marca más asociada a la ciudad, las autoridades cambiaron nuevamente el nombre del club por el monolingüe NK Rijeka. El club ascendió a la Primera Liga de Yugoslavia en la temporada 1957-58. Se mantuvo en la máxima categoría hasta la temporada 1969-70, cuando descendió a la segunda división yugoslava. Lideró esa liga muchas veces, pero no fue hasta la temporada 1973-74 cuando volvió a la primera división, donde permanecería hasta la desintegración de Yugoslavia.
El Rijeka ganó la Copa de Yugoslavia en 1978 y 1979, fue subcampeón en 1987, ganó la Copa de Croacia en 2005 y en 2006 y fue finalista en 1994. En la Primera Liga de Yugoslavia firmó sus mejores años en 1965, 1984 y 1987 al acabar en tercera posición en sendas campañas. El Rijeka participó en varias competiciones de la UEFA, aunque nunca disputó una final continental. Su participación más notable fue la Recopa de Europa 1979–80, cuando alcanzó los cuartos de final y fue eliminado por la Juventus. En 1984 venció al Real Madrid en la Copa de la UEFA (campeón meses más tarde) en Rijeka por 3-1.
El HNK Rijeka ha estado jugando en la Prva HNL desde la independencia de Croacia en 1991, terminando generalmente en la parte superior de la tabla. En particular, terminó segundo en 1999 y 2006 y tercero en 2004, 2009 y 2013. Debido a muchos cambios en el formato de la liga, el Rijeka ha jugado más partidos en la competición que cualquier otro equipo. En la temporada 2004-05, el jugador Tomislav Erceg fue el máximo goleador de la Prva HNL con 17 goles. Leon Benko fue el máximo goleador de la liga en la temporada 2012-13 de la Prva HNL.
En febrero de 2012, Gabriele Volpi, un empresario italiano, magnate del petróleo y también dueño del Spezia Calcio y Pro Recco, inyectó capital muy necesario en el club. Volpi, ahora en control de facto del club, se convirtió en el propietario del 70 por ciento del club una vez que el proceso de privatización fue completado, y la ciudad de Rijeka controla el 30 por ciento restante.
El Rijeka consiguió un histórico doblete en la temporada 2016-17 al proclamarse campeón de la liga y la copa croata. Esta era la primera vez en catorce años que un equipo que no fuese el Dinamo Zagreb o el Hajduk Split conseguía ganar la liga. También se convirtió en el cuarto equipo, tras la independencia de Croacia, en proclamarse campeón nacional (además del Dinamo y el Hajduk, el otro equipo es el NK Zagreb).
Cabe destacar que esta temporada tuvo 44 partidos sin perder hasta caer ante el N. K. Lokomotiva 1-0.

## Rivalidades
La mayor rivalidad del Rijeka es con el Hajduk Split, con quien disputa el derbi del Adriático, pues son los dos clubes más populares del fútbol croata procedentes de la costa adriática. Cada nuevo encuentro entre estos dos grandes rivales no solo significa un emocionante partido en el terreno de juego, sino también en las gradas entre la Armada Rijeka y la Torcida Split, los dos grandes grupos de aficionados de los equipos, respectivamente.
Existen también otras rivalidades con el Dinamo Zagreb y, a nivel regional, con el Istra Pula. Los orígenes de la rivalidad entre el Rijeka y el Pula se remontan a los duelos entre el U.S. Fiumana y el G.S.F. Grion Pola desde finales de 1920.
Otras de las grandes rivalidades del club es con el NK Orijent. La rivalidad se remonta a la época en que la parte occidental de la ciudad, Fiume, fue parte de Italia y la parte oriental de la ciudad, Sušak, formaba parte del Reino de Yugoslavia. Entre 1932 y 1940 el U.S. Fiumana y NK Orijent jugaron 10 partidos, con Fiumana ganando 9 y Orijent un partido. Posteriormente se jugaron numerosos derbis de la ciudad de Rijeka después de la Segunda Guerra Mundial y en especial cuando ambos clubes estaban compitiendo en la Segunda Liga de Yugoslavia entre los años 1969 y 1973. De los 14 partidos de liga, Rijeka ganó 11, Orijent ganó uno y dos terminaron en un empate. El último derbi de la ciudad tuvo lugar durante la temporada 1996-97 de la Prva HNL, la única temporada en la que el Orijent ha jugado en el mismo nivel que Rijeka desde 1972-73.

## Palmarés

### Torneos nacionales (11)
Ligas Nacionales: 2
- Primera Liga de Croacia (2): 2017, 2025

Copas Nacionales: 8
- Copa de Yugoslavia (2): 1978, 1979
- Copa de Croacia (7): 2005, 2006, 2014, 2017, 2019, 2020, 2025

Supercopas Nacionales: 1
- Supercopa de Croacia (1): 2014

### Torneos internacionales (1)
- Copa de los Balcanes (1): 1978

## Participación en competiciones de la UEFA
| Competicion UEFA | Competicion UEFA              | Competicion UEFA | Competicion UEFA             | Competicion UEFA | Competicion UEFA | Competicion UEFA |
| Temporada        | Torneo                        | Ronda            | Club                         | Casa             | Visita           | Global           |
| ---------------- | ----------------------------- | ---------------- | ---------------------------- | ---------------- | ---------------- | ---------------- |
| 1962–63          | Intertoto Cup                 | Grupo B3         | Rot-Weiß Oberhausen          | 2–1              | 3–4              | 1.er Lugar       |
| 1962–63          | Intertoto Cup                 | Grupo B3         | Basel                        | 5–1              | 2–2              | 1.er Lugar       |
| 1962–63          | Intertoto Cup                 | Grupo B3         | PSV                          | 3–1              | 3–2              | 1.er Lugar       |
| 1962–63          | Intertoto Cup                 | 1/4              | Dozsa Pecs                   | 2–2              | 1–2              | 3–4              |
| 1965–66          | Intertoto Cup                 | Grupo B1         | Motor Jena                   | 0–3              | 1–3              | 4.º lugar        |
| 1965–66          | Intertoto Cup                 | Grupo B1         | Tatran Prešov                | 0–0              | 1–3              | 4.º lugar        |
| 1965–66          | Intertoto Cup                 | Grupo B1         | Szombierki Bytom             | 0–3              | 1–0              | 4.º lugar        |
| 1974–75          | Copa Mitropa                  | Grupo A          | Tatabánya                    | 3–1              | 1–3              | 2.º Lugar        |
| 1974–75          | Copa Mitropa                  | Grupo A          | Wacker Innsbruck             | 1–3              | 0–0              | 2.º Lugar        |
| 1977             | Intertoto Cup                 | Grupo 6          | Frem Kobenhavn               | 2–2              | 0–2              | 3rd out of 4     |
| 1977             | Intertoto Cup                 | Grupo 6          | Ruch Chorzów                 | 0–1              | 4–2              | 3rd out of 4     |
| 1977             | Intertoto Cup                 | Grupo 6          | Grazer AK                    | 1–1              | 3–0              | 3rd out of 4     |
| 1978             | Copa de los Balcanes          | Grupo B          | Skënderbeu Korçë             | 6–0              | 0–1              | 1.er Lugar       |
| 1978             | Copa de los Balcanes          | Grupo B          | Aris                         | 2–0              | 2–1              | 1.er Lugar       |
| 1978             | Copa de los Balcanes          | Final            | Jiul Petroşani               | 4–1              | 0–1              | 4–2              |
| 1978–79          | UEFA Cup Winners' Cup         | 1                | Wrexham                      | 3–0              | 0–2              | 3–2              |
| 1978–79          | UEFA Cup Winners' Cup         | 2                | Beveren                      | 0–0              | 0–2              | 0–2              |
| 1979–80          | Copa de los Balcanes          | Grupo A          | PAS                          | 2–1              | 3–1              | 1.er Lugar       |
| 1979–80          | Copa de los Balcanes          | Grupo A          | KF Partizani                 | 3–0              | 1–4              | 1.er Lugar       |
| 1979–80          | Copa de los Balcanes          | Final            | Sportul Studențesc București | 1–1              | 0–2              | 1–3              |
| 1979–80          | UEFA Cup Winners' Cup         | 1                | Germinal Beerschot           | 2–1              | 0–0              | 2–1              |
| 1979–80          | UEFA Cup Winners' Cup         | 2                | Lokomotiva Košice            | 3–0              | 0–2              | 3–2              |
| 1979–80          | UEFA Cup Winners' Cup         | 1/4              | Juventus FC                  | 0–0              | 0–2              | 0–2              |
| 1984–85          | UEFA Cup                      | 1                | Valladolid                   | 4–1              | 0–1              | 4–2              |
| 1984–85          | UEFA Cup                      | 2                | Real Madrid CF               | 3–1              | 0–3              | 3–4              |
| 1985–86          | Copa Mitropa                  | 1/2              | Debreceni                    | 0–1†             | –                | –                |
| 1985–86          | Copa Mitropa                  | 3.er Lugar       | Sigma Olomouc                | 3–2†             | –                | –                |
| 1986–87          | UEFA Cup                      | 1                | Standard Lieja               | 0–1              | 1–1              | 1–2              |
| 1999–2000        | UEFA Champions League         | Clasificatoria 2 | Partizan                     | 0–3              | 1–3              | 1–6              |
| 2000–01          | UEFA Cup                      | Clasificatoria   | Valletta                     | 3–2              | 5–4 (aet)        | 8–6              |
| 2000–01          | UEFA Cup                      | 1                | Celta Vigo                   | 0–1 (aet)        | 0–0              | 0–1              |
| 2002             | UEFA Intertoto Cup            | 1                | St Patrick's Athletic        | 3–2              | 0–1              | 3–3 (a)          |
| 2004–05          | UEFA Cup                      | Clasificatoria 2 | Gençlerbirliği               | 2–1              | 0–1              | 2–2 (a)          |
| 2005–06          | UEFA Cup                      | Clasificatoria 2 | Litex Lovech                 | 2–1              | 0–1              | 2–2 (a)          |
| 2006–07          | UEFA Cup                      | Clasificatoria 1 | Omonia                       | 2–2              | 1–2              | 3–4              |
| 2008             | UEFA Intertoto Cup            | 1                | Renova                       | 0–0              | 0–2              | 0–2              |
| 2009–10          | UEFA Europa League            | Clasificatoria 2 | Differdange                  | 3–0              | 0–1              | 3–1              |
| 2009–10          | UEFA Europa League            | Clasificatoria 3 | Metalist Járkov              | 1–2              | 0–2              | 1–4              |
| 2013–14          | UEFA Europa League            | Clasificatoria 2 | Prestatyn Town               | 5–0              | 3–0              | 8–0              |
| 2013–14          | UEFA Europa League            | Clasificatoria 3 | Žilina                       | 2–1              | 1–1              | 3–2              |
| 2013–14          | UEFA Europa League            | Playoff          | Stuttgart                    | 2–1              | 2–2              | 4–3              |
| 2013–14          | UEFA Europa League            | Grupo I          | Vitória de Guimarães         | 0–0              | 0–4              | 4.º lugar        |
| 2013–14          | UEFA Europa League            | Grupo I          | Real Betis                   | 1–1              | 0–0              | 4.º lugar        |
| 2013–14          | UEFA Europa League            | Grupo I          | Lyon                         | 1–1              | 0–1              | 4.º lugar        |
| 2014–15          | UEFA Europa League            | Clasificatoria 2 | Ferencváros                  | 1–0              | 2–1              | 3–1              |
| 2014–15          | UEFA Europa League            | Clasificatoria 3 | Víkingur                     | 4–0              | 5–1              | 9–1              |
| 2014–15          | UEFA Europa League            | Playoff          | Sheriff                      | 1–0              | 3–0              | 4–0              |
| 2014–15          | UEFA Europa League            | Grupo G          | Standard Lieja               | 2–0              | 0–2              | 3.er Lugar       |
| 2014–15          | UEFA Europa League            | Grupo G          | Sevilla                      | 2–2              | 0–1              | 3.er Lugar       |
| 2014–15          | UEFA Europa League            | Grupo G          | Feyenoord                    | 3–1              | 0–2              | 3.er Lugar       |
| 2015–16          | UEFA Europa League            | Clasificatoria 2 | Aberdeen                     | 0–3              | 2–2              | 2–5              |
| 2016-17          | UEFA Europa League            | Clasificatoria 3 | Istambul                     | 2-2              | 0-0              | 2–2 (a)          |
| 2017–18          | UEFA Champions League         | Clasificatoria 2 | The New Saints               | 2–0              | 5–1              | 7–1              |
| 2017–18          | UEFA Champions League         | Clasificatoria 3 | Red Bull Salzburg            | 0–0              | 1–1              | 1–1 (a)          |
| 2017–18          | UEFA Champions League         | Playoff          | Olympiacos                   | 0–1              | 1–2              | 1–3              |
| 2017–18          | UEFA Europa League            | Grupo D          | AEK Athens                   | 1–2              | 2–2              | 3.er Lugar       |
| 2017–18          | UEFA Europa League            | Grupo D          | Milán                        | 2–0              | 2–3              | 3.er Lugar       |
| 2017–18          | UEFA Europa League            | Grupo D          | Austria Wien                 | 1–4              | 3–1              | 3.er Lugar       |
| 2018–19          | UEFA Europa League            | Clasificatoria 3 | Sarpsborg 08                 | 0–1              | 1–1              | 1–2              |
| 2019–20          | UEFA Europa League            | Clasificatoria 3 | Aberdeen                     | 2–0              | 2–0              | 4–0              |
| 2019–20          | UEFA Europa League            | Play-Off         | Gent                         | 1–1              | 1–2              | 2–3              |
| 2020–21          | UEFA Europa League            | Clasificatoria 3 | Kolos Kovalivka              | 2–0              | –                | 2–0 (t. s.)      |
| 2020–21          | UEFA Europa League            | Play-Off         | Copenhague                   | –                | 1–0              | 1–0              |
| 2020–21          | UEFA Europa League            | Grupo F          | Real Sociedad                | 0–1              | 2–2              | 4.º lugar        |
| 2020–21          | UEFA Europa League            | Grupo F          | AZ                           | 2–1              | 1–4              | 4.º lugar        |
| 2020–21          | UEFA Europa League            | Grupo F          | Napoli                       | 1–2              | 0–2              | 4.º lugar        |
| 2021–22          | Europa Conference League      | Clasificatoria 2 | Gżira United                 | 1–0              | 2–0              | 3–0              |
| 2021–22          | Europa Conference League      | Clasificatoria 3 | Hibernian                    | 4–1              | 1–1              | 5–2              |
| 2021–22          | Europa Conference League      | Play-off         | PAOK                         | 0–2              | 1–1              | 1–3              |
| 2022–23          | Europa Conference League      | Clasificatoria 2 | Djurgårdens                  | 1-2              | 0-2              | 1–4              |
| 2023–24          | UEFA Europa Conference League | Clasificatoria 2 | Dukagjini                    | 6–1              | 1–0              | 7–1              |
| 2023–24          | UEFA Europa Conference League | Clasificatoria 3 | B36 Tórshavn                 | 2–1              | 3–1              | 5–1              |
| 2023–24          | UEFA Europa Conference League | Playoff          | Lille                        | 1–1 (aet)        | 1–2              | 2–3              |
| 2024–25          | UEFA Europa League            | Clasificatoria 2 | Corvinul Hunedoara           | 1–0              | 0–0              | 1–0              |
| 2024–25          | UEFA Europa League            | Clasificatoria 3 | Elfsborg                     | 1–1              | 0–2              | 1–3              |
| 2024–25          | UEFA Conference League        | Playoff          | Olimpija Ljubljana           | 1–1              | 0–5              | 1–6              |

### Récord europeo

#### Por Torneo
| Torneo                        | J   | G  | E  | P  | GF  | GC  | Última aparición |
| ----------------------------- | --- | -- | -- | -- | --- | --- | ---------------- |
| UEFA Champions League         | 8   | 2  | 2  | 4  | 10  | 11  | 2017–18          |
| UEFA Cup / UEFA Europa League | 72  | 27 | 19 | 26 | 100 | 89  | 2024-25          |
| UEFA Europa Conference League | 16  | 7  | 4  | 5  | 25  | 20  | 2024-25          |
| UEFA Cup Winners' Cup         | 10  | 3  | 3  | 4  | 8   | 9   | 1979–80          |
| UEFA Intertoto Cup            | 4   | 1  | 1  | 2  | 3   | 5   | 2008             |
| Total                         | 110 | 40 | 29 | 41 | 146 | 134 |                  |

Fuente:

#### Por Sede
| Sede   | J   | G  | E  | P  | GF  | GC  | GD  |
| ------ | --- | -- | -- | -- | --- | --- | --- |
| Local  | 55  | 28 | 14 | 13 | 89  | 52  | +37 |
| Visita | 55  | 12 | 15 | 28 | 57  | 82  | −25 |
| Total  | 110 | 40 | 29 | 41 | 146 | 134 | +12 |

Fuente:

## Entrenadores
- Hans Bloch (julio–agosto de 1946)
- Jozo Matošić (agosto de 1946–agosto de 1947)
- Ivan Smojver & Ante Vukelić (septiembre–octubre de 1947)
- Franjo Glaser (octubre de 1947–julio de 1948)
- Zvonko Jazbec (septiembre–diciembre de 1948)
- Franjo Glaser (enero de 1949–diciembre de 1950)
- Slavko Kodrnja (enero–diciembre de 1951)
- Ljubo Benčić (enero–agosto de 1952)
- Nikola Duković (septiembre 1952–abril de 1953)
- Antun Lokošek (mayo–diciembre de 1953)
- Ratomir Čabrić (enero–julio de 1954)
- Franjo Glaser (agosto de 1954–julio de 1956)
- Nikola Duković (septiembre de 1956–julio de 1957)
- Milorad Ognjanoviembre de (septiembre de 1957–octubre de 1959)
- Luka Kaliterna (noviembre de 1959–mayo de 1960)
- Stojan Osojnak (mayo de 1960–junio de 1961)
- Ostoja Simić (junio de 1961–mayo de 1962)
- Angelo Zikovich y  Stojan Osojnak (agosto–diciembre de 1962)
- Virgil Popescu (enero –junio de 1963)
- Stojan Osojnak (octubre de 1963–junio de 1967)
- Vladimir Beara (mayo de 1967–noviembre de 1968)
- Angelo Zikovich (noviembre de 1968–junio de 1970)
- Ilijas Pašić (junio de 1970–junio de 1971)
- Stevan Vilotić (junio de 1971–junio de 1972)
- Marcel Žigante (junio de 1972–mayo de 1973)
- Ivica Šangulin (mayo de 1973–junio de 1974)
- Gojko Zec (junio de 1974–junio de 1976)
- Dragutin Spasojević (junio de 1976–abril de 1979)
- Miroslav Blažević (junio de 1979–enero de 1981)
- Marijan Brnčić (enero de 1981–abril de 1983)
- Josip Skoblar (mayo de 1983–diciembre de 1986)
- Mladen Vranković (enero de 1987–junio de 1989)
- Vladimir Lukarić (junio de 1989–enero de 1991)
- Nikola "Pape" Filipović (enero de 1991)
- Mladen Vranković (febrero de 1991)
- Željko Mudrovičić (marzo-junio de 1991)
- Marijan Jantoljak (junio de 1991–noviembre de 1992)
- Srećko Juričić y Mile Tomljenović (noviembre de 1992)
- Srećko Juričić (enero de 1993–junio de 1994)
- Zvjezdan Radin (junio de 1994–marzo de 1995)
- Marijan Jantoljak (junio–septiembre de 1995)
- Ranko Buketa (septiembre–octubre de 1995)
- Josip Skoblar (octubre–noviembre de 1995)
- Miroslav Blažević y  Nenad Gračan (enero–junio de 1996)
- Luka Bonačić (junio–agosto de 1996)
- Ivan Kocjančić (interino) (agosto de 1996)
- Branko Ivanković (agosto de 1996–marzo de 1998)
- Nenad Gračan (marzo 1998–noviembre de 2000)
- Boris Tičić (noviembre–diciembre de 2000)
- Predrag Stilinović (diciembre de 2000–mayo de 2001)
- Ivan Katalinić (mayo de 2001–mayo de 2002)
- Zlatko Kranjčar (mayo–noviembre de 2002)
- Mladen Mladenović (noviembre de 2002–marzo de 2003)
- Vjekoslav Lokica (marzo de 2003–julio de 2003)
- Ivan Katalinić (julio de 2003–mayo de 2004)
- Elvis Scoria (mayo de 2004–31 de diciembre de 2005)
- Dragan Skočić (1 de octubre de 2005–30 de septiembre de 2006)
- Milivoj Bračun (1 de octubre de 2006–13 de marzo de 2007)
- Josip Kuže (12 de marzo–4 de junio de 2007)
- Zlatko Dalić (1 de junio de 2007–30 de junio de 2008)
- Mladen Ivančić (7 de julio–8 de octubre de 2008)
- Stjepan Ostojić (interino) (4 de octubre–13 de octubre de 2008)
- Robert Rubčić (13 de octubre de 2008–21 de septiembre de 2009)
- Zoran Vulić (22 de septiembre–10 de noviembre de 2009)
- Nenad Gračan (10 de noviembre de 2009–6 de noviembre de 2010)
- Elvis Scoria (7 de noviembre de 2010–16 de junio de 2011)
- Alen Horvat (20 de junio–4 de octubre de 2011)
- Ivo Ištuk (4 de octubre de 2011–18 de marzo de 2012)
- Dragan Skočić (19 de marzo–30 de abril de 2012)
- Mladen Ivančić (interino) (30 de abril–2 de mayo de 2012)
- Elvis Scoria (2 de mayo de 2012–24 de febrero de 2013)
- Matjaž Kek (27 de febrero de 2013–6 de octubre de 2018)
- Igor Bišćan (9 de octubre de 2018–22 de septiembre de 2019)
- Simon Rožman (23 de septiembre de 2019–27 de febrero de 2021)
- Goran Tomić (marzo de 2021–mayo de 2022)
- Dragan Tadić (junio–agosto de 2022)
- Fausto Budicin (interino) (agosto–septiembre de 2022)
- Serse Cosmi (septiembre–noviembre de 2022)
- Sergej Jakirović (noviembre de 2022–agosto de 2023)
- Darko Raić-Sudar (interino) (agosto de 2023)
- Željko Sopić (agosto de 2023–)